# Joaquín Asensio de Alcántara
Joaquín Asensio de Alcántara (1832-Madrid, 7 de octubre de 1879) fue un dramaturgo, poeta y periodista español.
Durante su vida fue apuntador en varias compañías dramáticas de primer orden y administrador de Correos de Gerona. En noviembre de 1874 fue nombrado secretario de un gobierno de segunda clase. Fue condecorado con la cruz de Carlos III.

## Obras
Destacan sus siguientes obras:

### Dramas
| - Amores perdidos, drama en tres actos y en verso. Estrenado en el Teatro Principal de Barcelona en 1859. Manuel Rimont publicó un juicio crítico de este drama en el Diario de Barcelona el 29 de abril del año de su estreno. - Una página triste, en tres y actos y en verso. - Dolores, original y en verso, prohibida. - Heridas de amor - Los bandidos de levita - Los soldados de la industria, en cuatro actos. Escrito en colaboración con Modesto Llorens. - El Padre Gallifa, en seis cuadros. Escrito en colaboración con Modesto Llorens. | - ¡Bendito seas!, cuadro dramático, en un acto, original y en verso. Se estrenó en el teatro Romea el 10 de febrero de 1868. - Digna de Deu, original, en tres actos y en verso. Estrenada en el teatro ROmea el 13 de febrero de 1866. - Mistos, en tres actos. - Romansos, original, en tres actos. - Contribución de sangre - Creo, en un acto. - La gloria del soldado, en un acto. |

### Comedias
- Lo peor, ser vanidoso, ó, niños y mariposas
- La casa de doña España, en un acto, escrita en colaboración con S. V.
- Cuarto menguante, en un acto y en verso.
- La vergonya, en tres actos.